# Rio Fleşcuţa
O Rio Fleşcuţa é um rio da Romênia, afluente do Corlatu, localizado no distrito de Bihor.